# بالارد
بالارد (انگلیسی: Ballard) شرکت انرژی کانادایی است، که در سال ۱۹۷۹ تأسیس شد.